# Compañía de teatro Druid
La Compañía de teatro Druid (en inglés, Druid Theatre Company), más conocida como Druid, es una compañía de teatro irlandesa, con sede en Galway, Irlanda. Fue fundada en 1975 por Garry Hynes, Marie Mullen y Mick Lally. Todos ellos se conocieron y trabajaron juntos como miembros del club teatral de la Universidad Nacional de Irlanda, Galway, generalmente conocida como NIUG Dramasoc. Fue la primera compañía irlandesa de teatro profesional establecida fuera de Dublín.
Desde 1979, tiene su propio teatro en el centro de Galway, que en otro tiempo fue un antiguo almacén de té, en su día propiedad de los McDonaghs, una de las familias de comerciantes adineradas de la ciudad. A finales de los 70, se lo arrendaron a la compañía por un precio simbólico, lo renovaron y lo convirtieron en su sala de ensayo, y más tarde la familia McDonagh se lo donó. En 2011, después de una nueva remodelación, lo que era inicialmente conocido como el teatro Druid pasó a llamarse The Mick Lally Theatre, en memoria de su cofundador, el difunto Mick Lally. El teatro les proporciona un espacio de uso exclusivo por parte de la compañía y también se presenta como un centro cultural para la promoción y el desarrollo de las artes en Galway. La calle en la que está situado el teatro ha tenido muchos nombres, como Red Earls’ Lane, Chapel Lane o Courthouse Lane y desde 1996, Druid Lane cuando el ayuntamiento de Galway lo cambió por la celebración de su 21 aniversario.
Además de hacer muchas giras por Irlanda, sus producciones se han representado internacionalmente en Australia, Canadá, Nueva Zelanda, Reino Unido y Estados Unidos. Druid fue “pionera” en el desarrollo del teatro irlandés y se le atribuye (junto con Macnas, y el Festival Internacional de Arte de Galway) haber hecho de Galway uno de los principales centros culturales de Irlanda.

## DruidShakespeare
En 2014, para celebrar el 40 aniversario de su fundación, Garry Hynes anunció su intención de dirigir cuatro de los dramas históricos de William Shakespeare, normalmente conocidas en su conjunto como la Tetralogía de Lancaster: Ricardo II; Enrique IV, Parte 1; Enrique IV, Parte 2; y Enrique V. Para adaptarlas, Hynes contactó con el escritor irlandés Mark O’Rowe, con quien previamente había trabajado cuando estuvo al frente del estreno mundial de su obra Crestfall en el Gate Theatre en 2003.
En la presentación ante la prensa del proyecto DruidShakespeare en marzo de 2015, Hynes expresó su opinión de que “actuar es, ante todo, un acto de imaginación. Esa imaginación va más allá de la nacionalidad, la personalidad, la geografía, el contexto; y no vemos ningún motivo por el que no pueda tampoco trascender el género”. Debido a la decisión de seleccionar un reparto sin distinción de género, los papeles de los reyes Ricardo II, Enrique IV y Enrique V fueron interpretados por un actor y dos actrices: Druid Marty Rea, Derbhle Crotty y Aisling O’Sullivan respectivamente.
DruidShakespeare se estrenó en el Mick Lally Theatre, en lugar de en el Town Hall Theatre de Galway, algo novedoso en sus principales producciones. Descrita como una “producción maratoniana y fascinante" por The New York Times, la obra duraba más de seis horas y se representaba en una única función o en dos, en dos días consecutivos, con un elenco de trece actores, principalmente de artistas habituales de la compañía, que interpretan a más de cincuenta personajes en las cuatro obras. Tras una gira por Irlanda acabaron por instalarse en el Gerald W. Lynch Theatre de Nueva York. Después, volvió a Irlanda, donde clausuró el Festival de las Artes de Kilkenny de 2015.
La producción fue aclamada por la crítica, como Peter Crawley, de The Irish Times, que afirmó que “no hay nada tan hermoso o torturador como la corona inglesa que vemos en la extraordinaria puesta en escena de Druid". En 2015, DruidShakespeare fue la gran triunfadora de los premios de Teatro Irlandés que concede The Irish Times, donde ganó los premios a Mejor Producción, Mejor Director, Mejor Actriz (Derbhle Crotty), Mejor Actor (Marty Rea), Mejor Diseño de Vestuario y también obtuvo nominaciones a Mejor Actriz (Aisling O'Sullivan), Mejor Actor de reparto (Rory Nolan), Mejor Escenografía, Mejor Diseño de sonido y una nominación al Premio Especial del Jurado por la forma en que la compañía había logrado reunir y permitió trabajar a un grupo de actores como una verdadera compañía, “siendo DruidShakespeare la cumbre de este excepcional logro”.
Druid presentó DruidShakespeare: Ricardo III en 2018, una continuación de su Tetralogía de Lancaster que fue coproducido con el Abbey Theatre de Dublín. Se estrenó el 22 de septiembre en el Town Hall Theatre de Galway antes de trasladarse al Abbey Theatre, donde se representó del 3 al 27 de octubre. En enero de 2019, la lista de finalistas de los premios de teatro irlandés anunció que la producción había sido nominada en las categorías de Mejor Producción, Mejor Director (Garry Hynes), Mejor Actor (Aaron Monaghan), Mejor Escenografía y Mejor Diseño de Vestuario. Los ganadores se anunciaron el 31 de marzo, siendo Ricardo III galardonada con los premios a Mejor Producción, Mejor Escenografía y Mejor Diseño de Vestuario.